# Factor d'allisat
El factor d'allisat (o bé en alemany Glättungsfaktor o simplement G), també es refereix com un factor estabilitzador absolut, que indica la relació del canvi de voltatge absolut a una entrada d'un circuit two-port al canvi absolut de tensió a la sortida.
{\displaystyle G={\frac {\Delta U}{\Delta U_{\mathrm {Z} }}}=1+{\frac {\Delta I_{\mathrm {Z} }}{\Delta U_{\mathrm {Z} }}}\cdot R}
En el cas del diode amb una resistència diferencial {\displaystyle r_{\mathrm {Z} }={\frac {\Delta U_{\mathrm {Z} }}{\Delta I_{\mathrm {Z} }}}} és:
{\displaystyle G=1+{\frac {R}{r_{\mathrm {Z} }}}}.
La qualitat d'una estabilització de tensió és donat pel factor de regulació. L'estabilització és millor, com més gran és la relació de {\displaystyle {\frac {R}{r_{\mathrm {Z} }}}}.